# مورياك
مورياك، (بالفرنسية: Mauriac)‏،(نطق: moʁjak)، هي بلدية فرنسية في إقليم كانتال، في منطقة أوفيرن، في جنوب وسط فرنسا.

## معرض صور

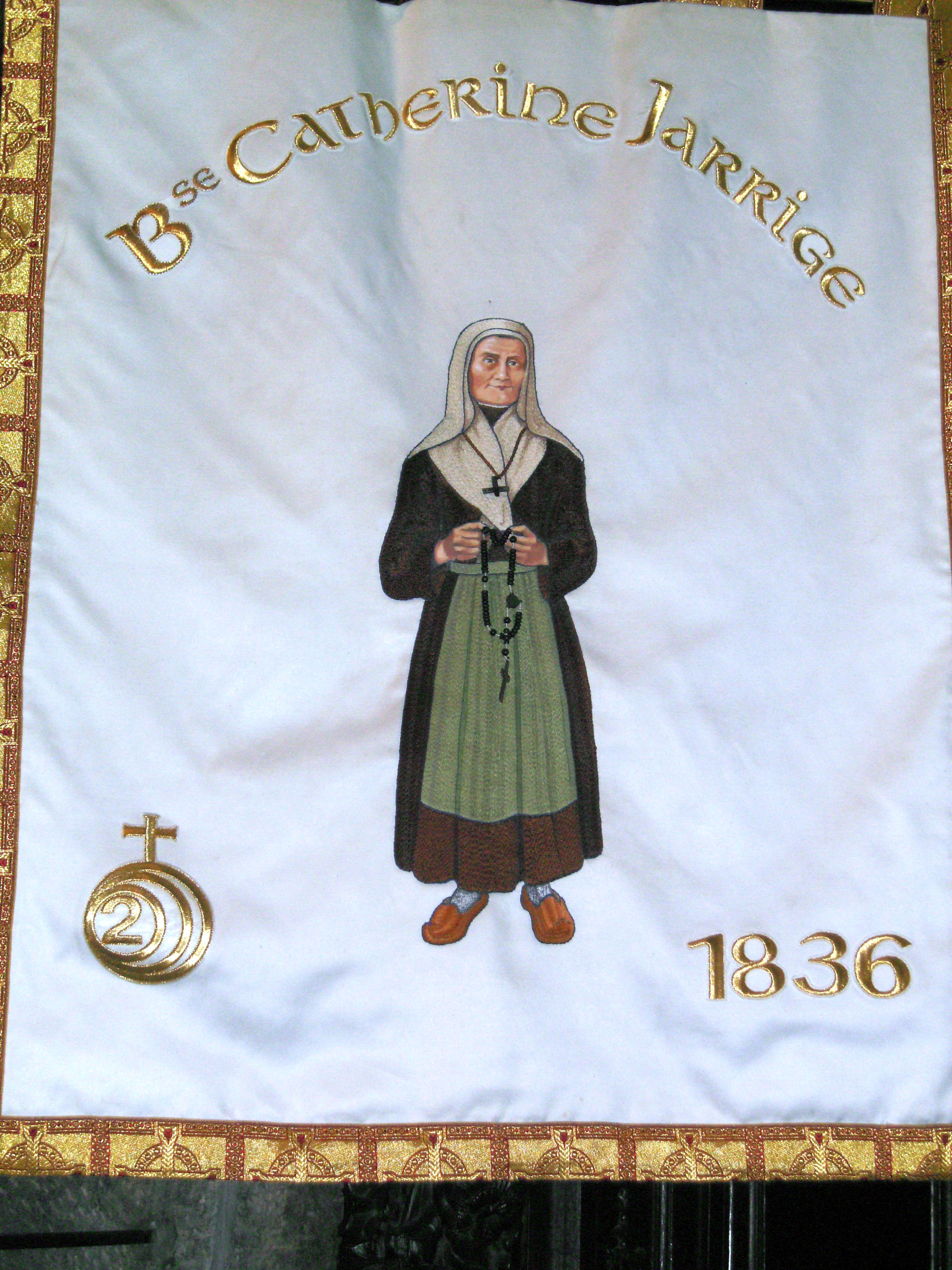
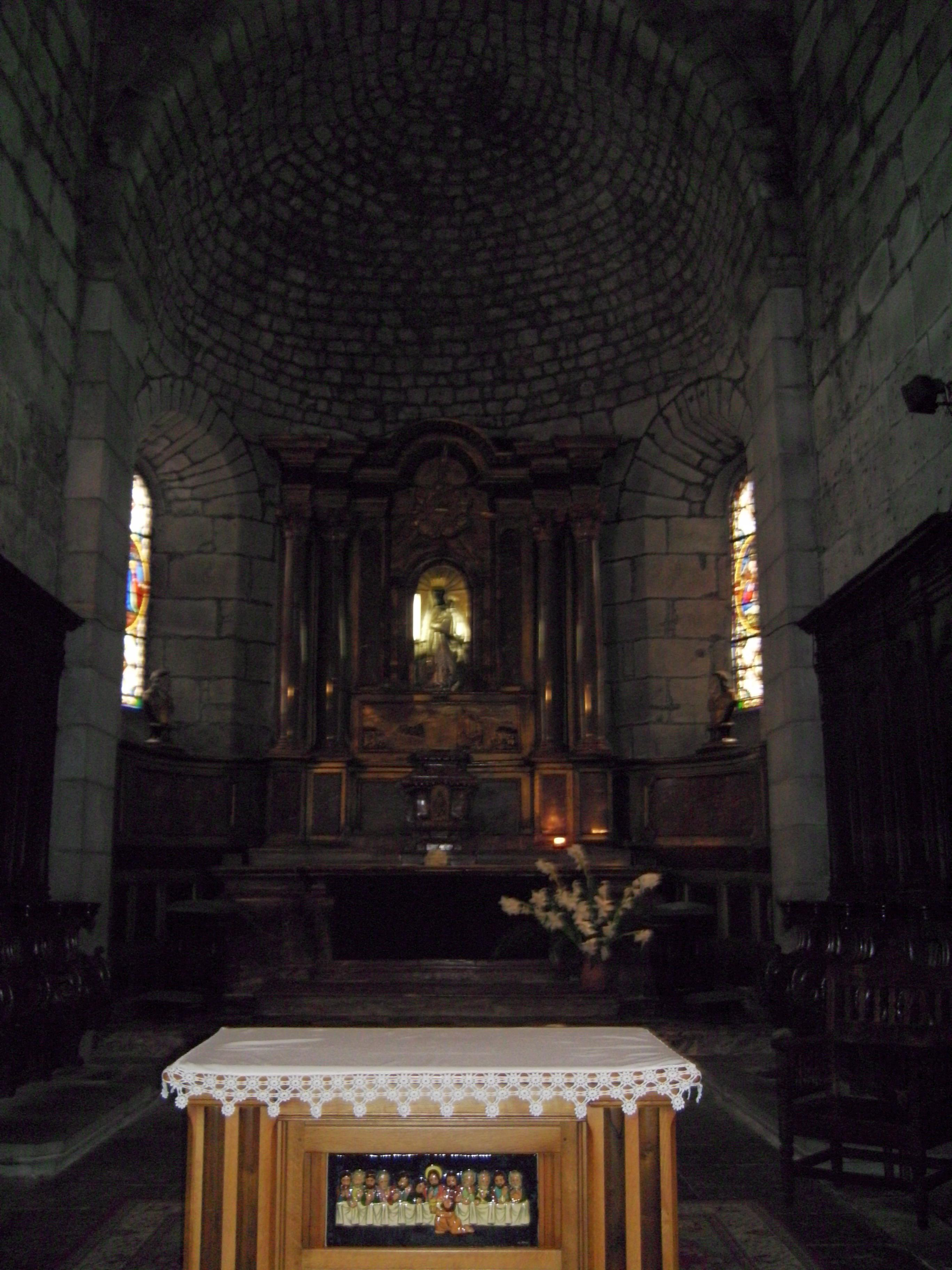
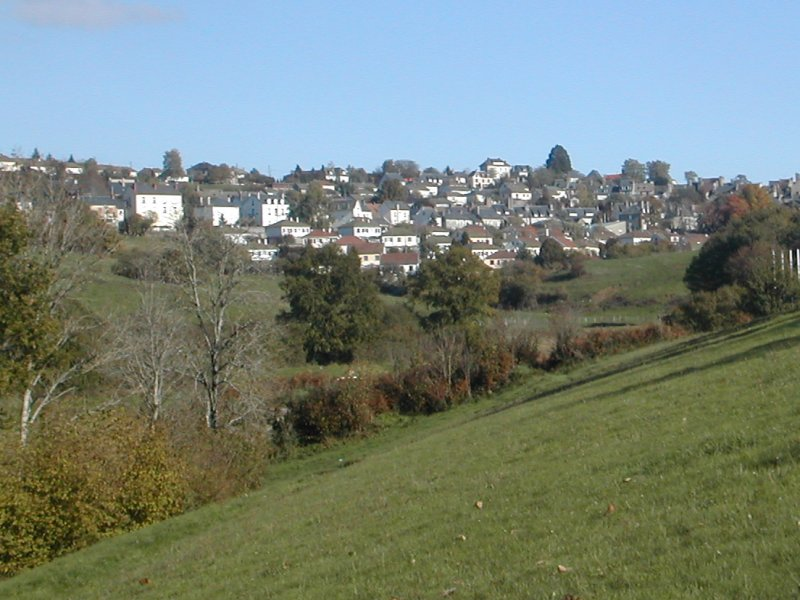
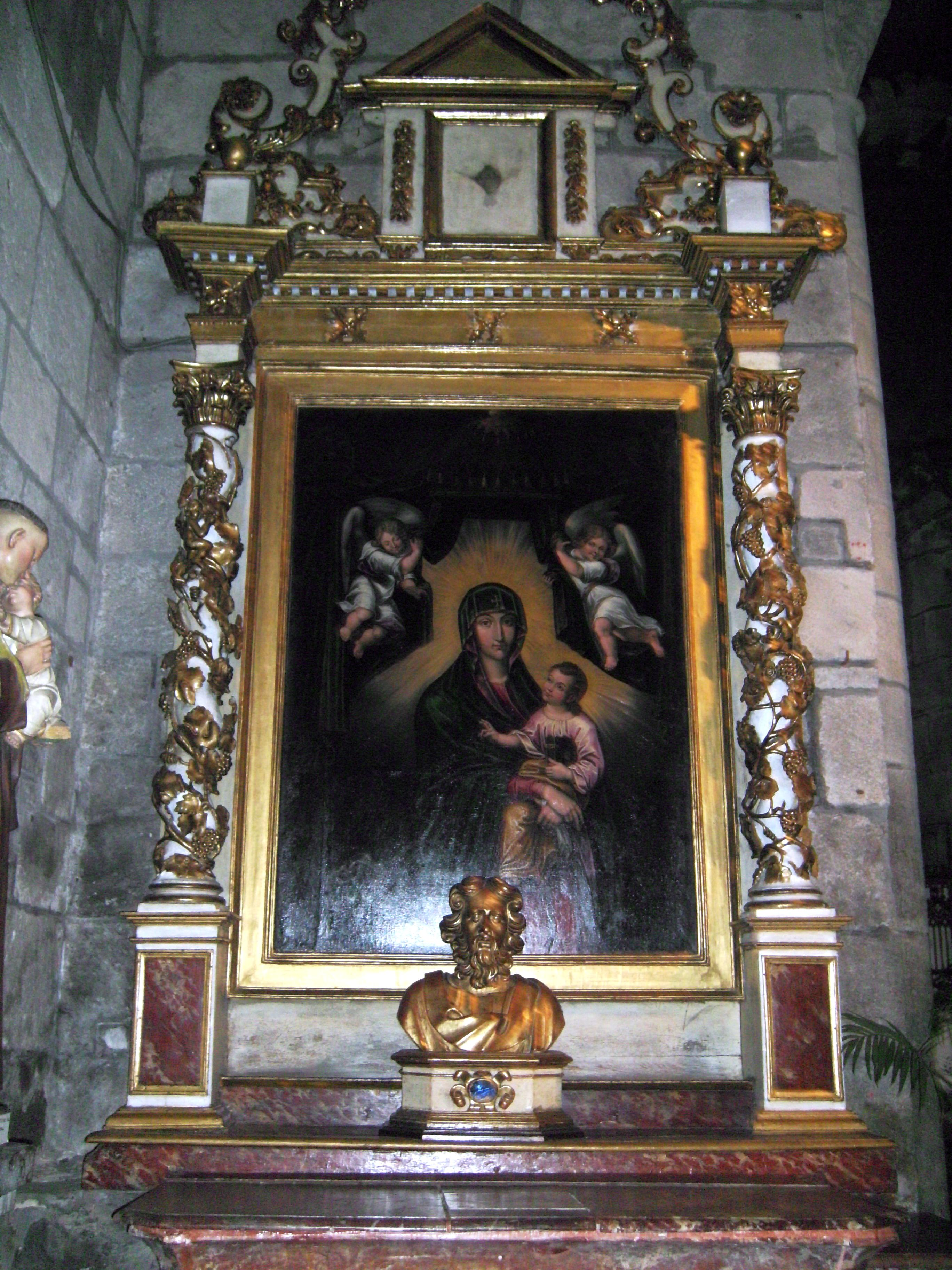
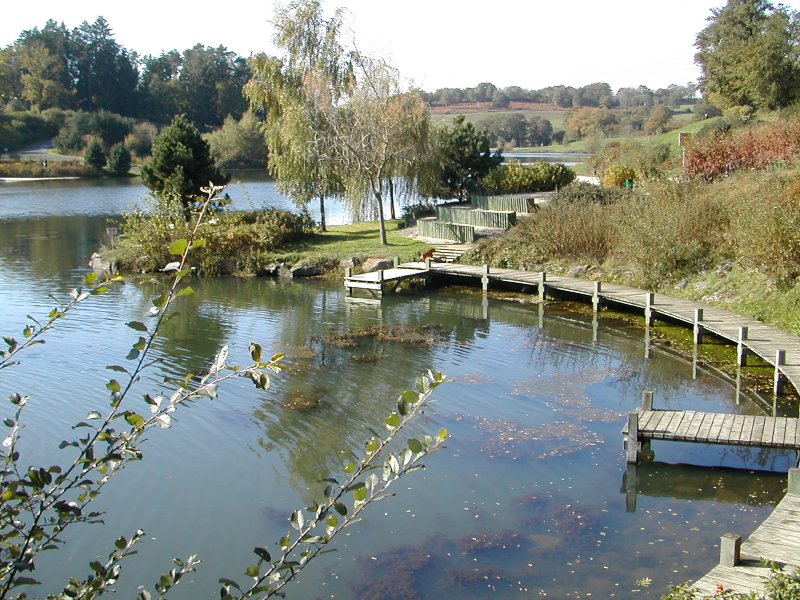

## أعلام
- جان باتيست شيب